# Never Again (canción de Breaking Benjamin)
«Never Again» es una canción de la banda estadounidense de metal alternativo Breaking Benjamin. Fue lanzado el 20 de enero de 2017 como el quinto y último sencillo de su quinto álbum de estudio Dark Before Dawn, editado en junio de 2015. La canción encabezó la lista Billboard Mainstream Rock Songs en 2017, la tercera canción del álbum en hacerlo, detrás de "Failure" y "Angels Fall".

## Antecedentes
La canción fue escrita durante las sesiones de grabación del álbum Dark Before Dawn de Breaking Benjamin en 2015, en el que el líder Benjamin Burnley reformó la banda después de una pausa de varios años con una formación completamente nueva. Si bien Burnley afirma que terminó escribiendo el 95% del álbum solo antes de reclutar a la nueva formación de la banda, "Never Again" fue una de las pocas canciones colaborativas del álbum y la única canción que contó con la participación de todos los miembros de la nueva formación. El guitarrista recién reclutado Jasen Rauch vino a ayudar a Burnley a terminar la canción, escribió el riff de guitarra de la canción él mismo y colaboró en el puente de la canción con Burnley.

## Composición
La canción fue descrita como similar a algunas de las canciones anteriores de la banda, como una mezcla de heavy metal y hard rock, y con una "dinámica maravillosa entre coros impulsados por una melodía más suave, el crujido duro de la guitarra de Burnley y los coros sucios".

## Video musical
La banda anunció por primera vez el lanzamiento de un video musical para la canción el 9 de enero de 2017, antes de lanzarlo oficialmente el 13 de enero de 2017. El video musical involucra a un grupo de tres amigos que se vuelven adictos a una droga ficticia que previene el envejecimiento. Si bien inicialmente disfrutan de los efectos, eventualmente los lleva a volverse unos contra otros. Al final, los tres terminan sucumbiendo a su destino y se convierten en polvo, muriendo en paz, aunque dos de ellos juntos y el otro (que mató al árbol que usaban para recolectar la droga que hizo que se volvieran unos contra otros) muriendo solo.

## Posicionamiento en lista
| Lista (2016)                                  | Posición |
| --------------------------------------------- | -------- |
| Estados Unidos (Mainstream Rock)              | 1        |
| Estados Unidos (Hot Rock & Alternative Songs) | 28       |

## Personal
Breaking Benjamin
- Benjamin Burnley: vocalista y Guitarra rítmica,
- Jasen Rauch: guitarra principal,
- Keith Wallen: guitarra rítmica, coros
- Aaron Bruch: bajo, coros
- Shaun Foist: Batería, percusión